# Lilia R. Bautista
Lilia R. Bautista (* 16. August 1935 in den Philippinen) ist eine philippinische Juristin, Diplomatin und war Mitglied des Appellate Body der Welthandelsorganisation. 

## Leben
Bautista ist am 16. August 1935 in den Philippinen geboren worden. Sie besuchte die Universität der Philippinen, die sie mit einem Bachelor of Laws und einen Master in Business Administration abschloss. Einen Master of Laws machte sie an der University of Michigan.
Im Dezember 1992 wurde sie zur Ständigen Vertreterin der Philippinen bei den Vereinten Nationen in Genf, der Welthandelsorganisation, der Weltgesundheitsorganisation, der Internationalen Arbeitsorganisation und den anderen internationalen Organisationen mit Sitz in Genf ernannt. Dieses Amt übte sie bis Juni 1999 aus. In der Zeit war sie Mitglied und Vorsitzende zahlreicher Gremien. So war sie Vorsitzende des Rates für den Handel mit Dienstleistungen.
Während ihres Dienstes für die philippinische Regierung arbeitete sie als Juristin im Büro des Präsidenten und amtierte von Februar bis Juni 1992 als geschäftsführende Handelsministerin. Sie arbeitete nach ihrer Zeit in Genf von 1999 bis 2000 im Ministerium für Handel und Industrie in Manila. Seit 2000 war sie Vorsitzende der Securities and Exchange Commission der Philippinen bis 2004. In diesem Amt war sie maßgeblich daran beteiligt einen Code of Governance für philippinische Unternehmen zu entwerfen, der ihrer Ansicht nach das Vertrauen von Investoren in die Philippinen steigern würde.
Bautista wurde am 27. November 2007 von den Mitgliedern der Welthandelsorganisation zum Mitglied des Appellate Body gewählt. Am 17. Dezember 2007 wurde sie gemeinsam mit Jennifer Hillman vom damaligen Vorsitzenden des Appellate Body Giorgio Sacerdoti zur Richterin eingeschworen. Ihre Amtszeit ging bis 2011.

## Publikation
- Capacity building and combating poverty in the WTO in Agreeing and Implementing the Doha Round of the WTO, Harald Hohmann (Hrsg.), Cambridge University Press, 2008.